# Coexya
 (avril 2025).
Si vous disposez d'ouvrages ou d'articles de référence ou si vous connaissez des sites web de qualité traitant du thème abordé ici, merci de compléter l'article en donnant les références utiles à sa vérifiabilité et en les liant à la section « Notes et références ».
 (avril 2025).
Motif : Il n'est pas évident que WP:NES soit respecté ici. Tant parce que les sources disponnible sont locales/régionales (même la source des Echos en fait est à priori un supplément local), que parce que les autres critères ne sont pas atteint. Les récentes modifications de la page par l'entreprise avec des ajouts promotionnels poussent à scruter l'admissibilité et à être exigeant avec le respect des critères
- Archive Wikiwix
- Bing
- Cairn
- DuckDuckGo
- E. Universalis
- Gallica
- Google
- G. Books
- G. News
- G. Scholar
- Persée
- Qwant
- (zh) Baidu
- (ru) Yandex
- (wd) trouver des œuvres sur Wikidata

| 1. | Préciser le motif de la pose du bandeau. | Précisez le motif de la pose du bandeau en utilisant la syntaxe suivante : {{admissibilité à vérifier\|date=avril 2025\|motif=remplacez ce texte par le motif}}             |
| 2. | Informer les utilisateurs concernés.     | Pensez à avertir le créateur de l'article, par exemple, en insérant le code ci-dessous sur sa page de discussion : {{subst:avertissement admissibilité à vérifier\|Coexya}} |

Coexya est une entreprise de services du numérique créée en 2000 et localisée en France. Elle se positionne en tant que multi-spécialiste du numérique, faisant ainsi le travail d'intégrateur, d'éditeur de logiciel et de société de conseil.
L'entreprise compte 1 millier de collaborateurs à travers 5 sites : Brest, Lille, Lyon (siège social), Paris, et Rennes.

## Histoire
Coexya est spécialisé dans le conseil, le développement et l’intégration de logiciels et l’édition de solutions métiers depuis de 25 ans. En 2020, le groupe Coexya a pris son indépendance vis-à-vis du  groupe Sword, en s’appuyant sur son équipe de direction, son management opérationnel et le fonds d’investissement européen Argos Wityu. Elle est appelée Sword France avant de se rebaptiser Coexya, dirigée par Philippe Le Calvé.
Fin 2024, Coexya a rejoint le groupe Talan, acteur international de conseil et d’expertise technologiques qui accélère la transformation de ses clients par les leviers de l'innovation, la technologie et la data.[réf. nécessaire]
L’entreprise compte plus de 400 clients, dont des grands comptes tels que  Engie, EDF, Axa, CMA CGM, SNCF Réseau, Ratp, LVMH, Sanofi, TotalEnergies, ...[réf. nécessaire]
L'entreprise continue ensuite son expansion par le rachat d'entreprises, dont la PME Aquilab spécialisée dans l'imagerie médicale, ou encore Geomod spécialisée dans les logiciels de géomatique. En 2022, elle a acquis les cabinets de conseil Siris et Cloudspirit.
Le 30 janvier 2024, Coexya annonce l'acquisition de la société PI Services, société de services spécialisée dans les plateformes d'entreprise Microsoft.